# Strání
Strání je obec v okrese Uherské Hradiště ve Zlínském kraji. Rozprostírá se na jihovýchodě Bílých Karpat v údolí potoka Klanečnice na hranicích se Slovenskem. Žije zde přibližně 3 400 obyvatel. Vesnici prochází silnice I. třídy I/54. Sídlí zde fotbalový klub FC Strání. Sousedními obcemi sídla jsou Slavkov, Korytná, Horní Němčí, Březová, Suchá Loz a Nová Lhota. Na jihovýchodě vesnice sousedí se Slovenskem. 

## Historie
První písemná zmínka o obci pochází z roku 1318. Jan Lucemburský zastavil tvrz Stenici panu Chotěboru ze Strání (Chotebor de Stren). Důležitou událostí bylo v roce 1794 založení sklárny ve Květné, která byla významným zaměstnavatelem místních obyvatel až do konce 20. století.
Na jaře roku 1945 se na svazích u obce opevnily německé jednotky, které byly poraženy vojsky Rudé armády a rumunskými jednotkami až po 13 dnech bojů. S nadsázkou bývá tato bitva u Strání označována jako druhá Dukla a událost bývá připomínána v obdobích jejího výročí ukázkovými rekonstrukcemi.
Také katastru Strání se k 25. červenci 1997 dotkla úprava státní hranice se Slovenskem. Obec tehdy přišla o svoji polovinu vysílače na Velké Javořině, naopak ale získala od Slovenska zalesněné parcely s čísly 6745/1, 6745/2, 6745/3, 6745/4, 6745/5 a 6745/9.

## Obyvatelstvo
| Rok            | 1869  | 1880  | 1890  | 1900  | 1910  | 1921  | 1930  | 1950  | 1961  | 1970  | 1980  | 1991  | 2001  | 2011  | 2021  |
| -------------- | ----- | ----- | ----- | ----- | ----- | ----- | ----- | ----- | ----- | ----- | ----- | ----- | ----- | ----- | ----- |
| Počet obyvatel | 1 382 | 1 570 | 1 745 | 2 022 | 2 418 | 2 426 | 2 604 | 2 939 | 3 294 | 3 525 | 3 736 | 3 820 | 3 848 | 3 522 | 3 225 |
| Počet domů     | 180   | 264   | 269   | 315   | 348   | 375   | 447   | 572   | 648   | 760   | 823   | 964   | 968   | 1 013 | 1 025 |

## Obecní správa

### Části obce
- Strání
- Květná

### Obecní symboly
Znak a vlajka byly obci uděleny rozhodnutím předsedy Poslanecké sněmovny Parlamentu České republiky dne 14. ledna 2000.

## Pamětihodnosti
- Kostel Povýšení svatého Kříže – postaven v letech 1909–1911 dle plánů olomouckého stavitele Václava Wittnera. Kostel, který je vystavěn v pseudogotickém stylu, byl vysvěcen 24. září 1911 Dr. Karlem Wisnarem olomouckým světícím biskupem. Můžeme zde slyšet velký zvon „Maria“, který zvoní k modlitbě „Anděl Páně“,umíráček „Josef“ s reliéfem sv. Josefa s Ježíškem, zvoní při úmrtí. Zvon Floriana s nápisem „Svatý Floriane, ochraňuj nás od ohně“, nám zvoní při mši Svaté, ve všední dny.
- Socha svatého Jana Křtitele
- Zámeček - objekt bývalého loveckého zámečku Lichtensteinů. V 18. století sloužil jako sídlo lesní správy se zájezdním hostincem a jako správní budova. Po obnově v roce 2010 dnes funguje jako obecní restaurace a penzion.
- Kaplička v Uhliskách – kaple Panny Marie Bolestné v Uhliskách byla postavena roku 1816 sedlákem Janem Popelkou.
- Farní dvorana - slouží jako kulturní zařízení pro občany.
- Třicátek – dům čp. 69, do roku 1851 sídlo celního a třicátkového úřadu. Po zrušení úřadu dům odkoupila firma Zahn a zřídila tam byty pro své zaměstnance.

## Osobnosti
- Josef Olejník (1914–2009), kněz a hudební skladatel
- Josef Nuzík (* 1966), olomoucký arcibiskup

## Galerie

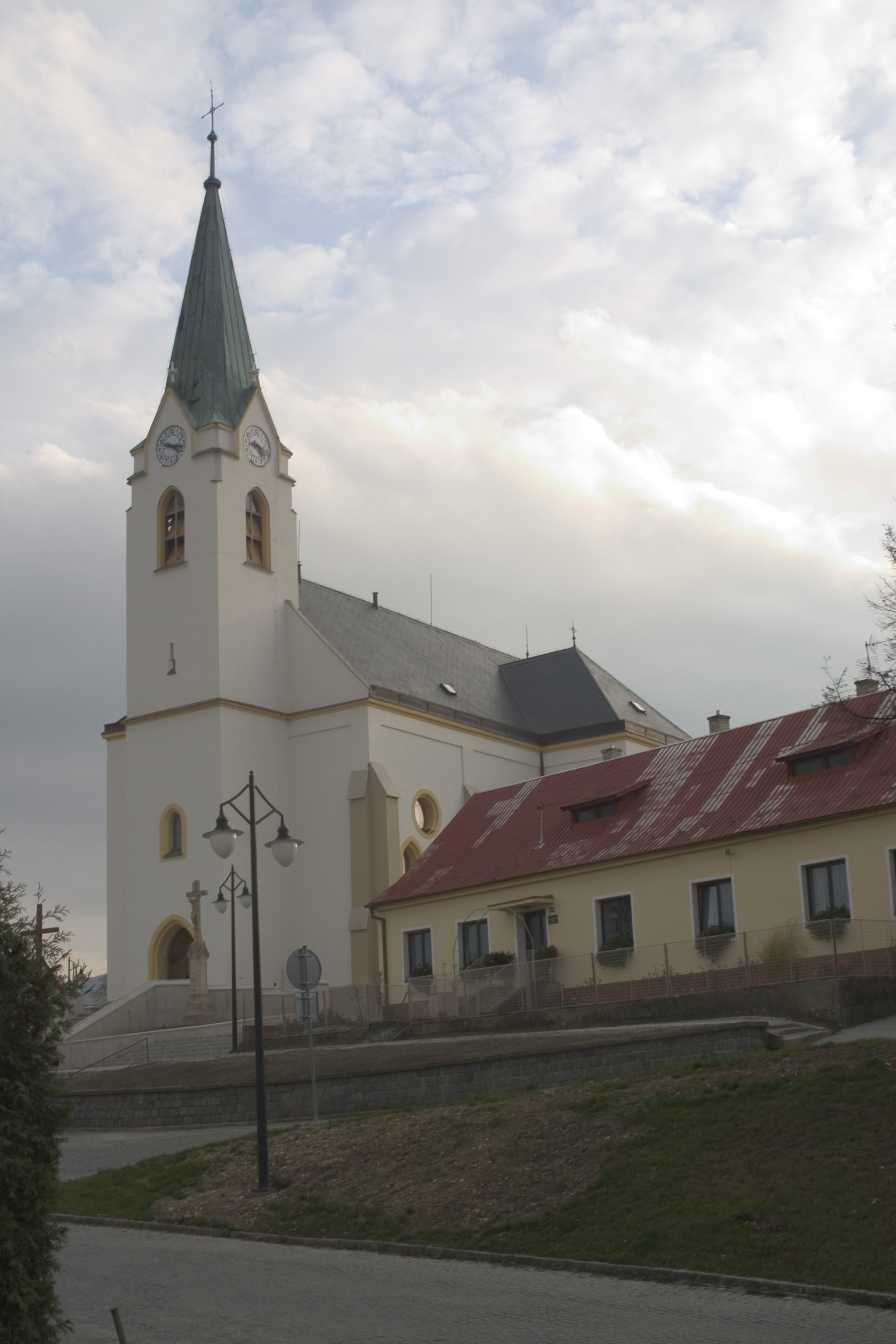
Kostel Povýšení svatého Kříže
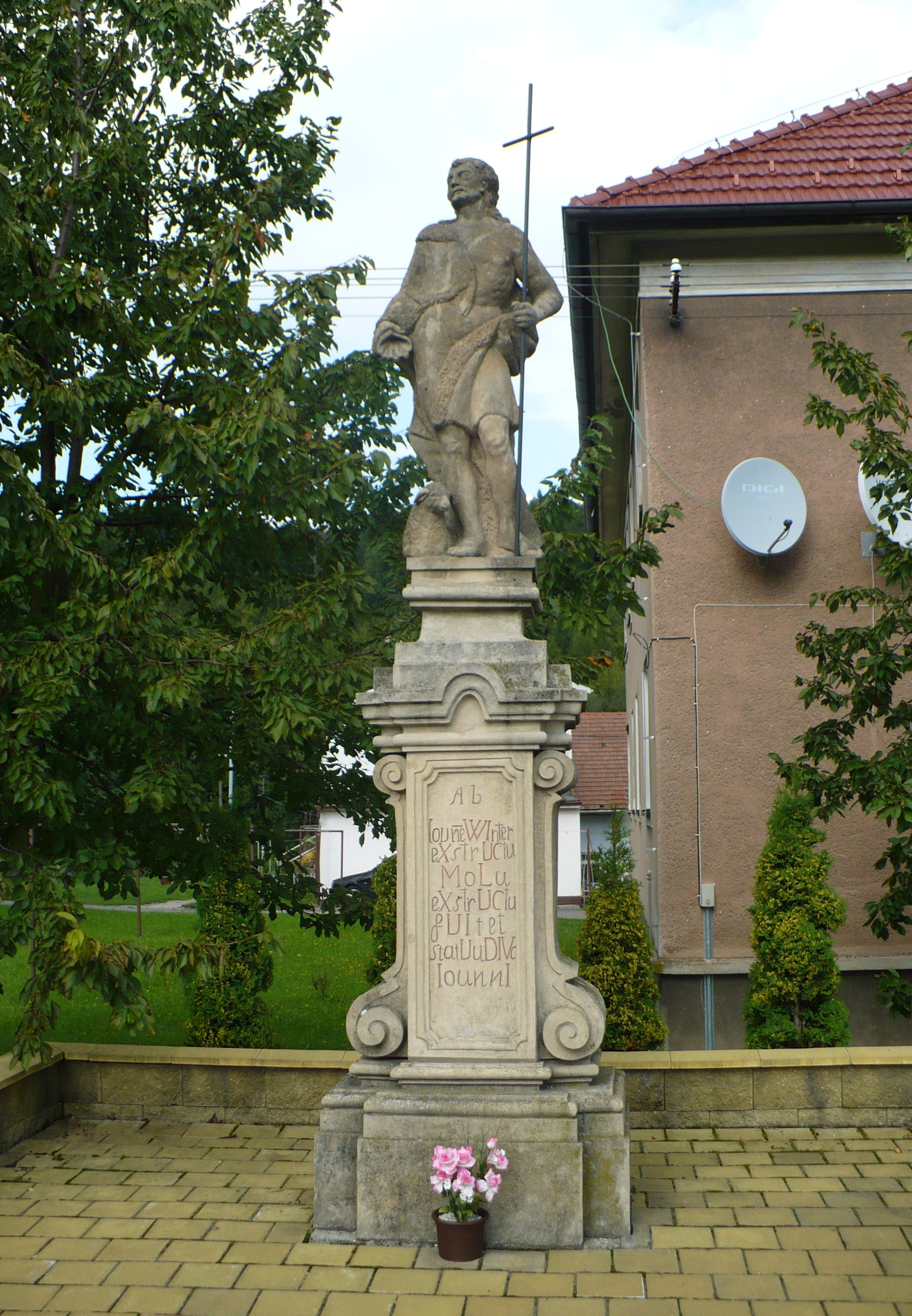
socha svatého Jana Křtitele
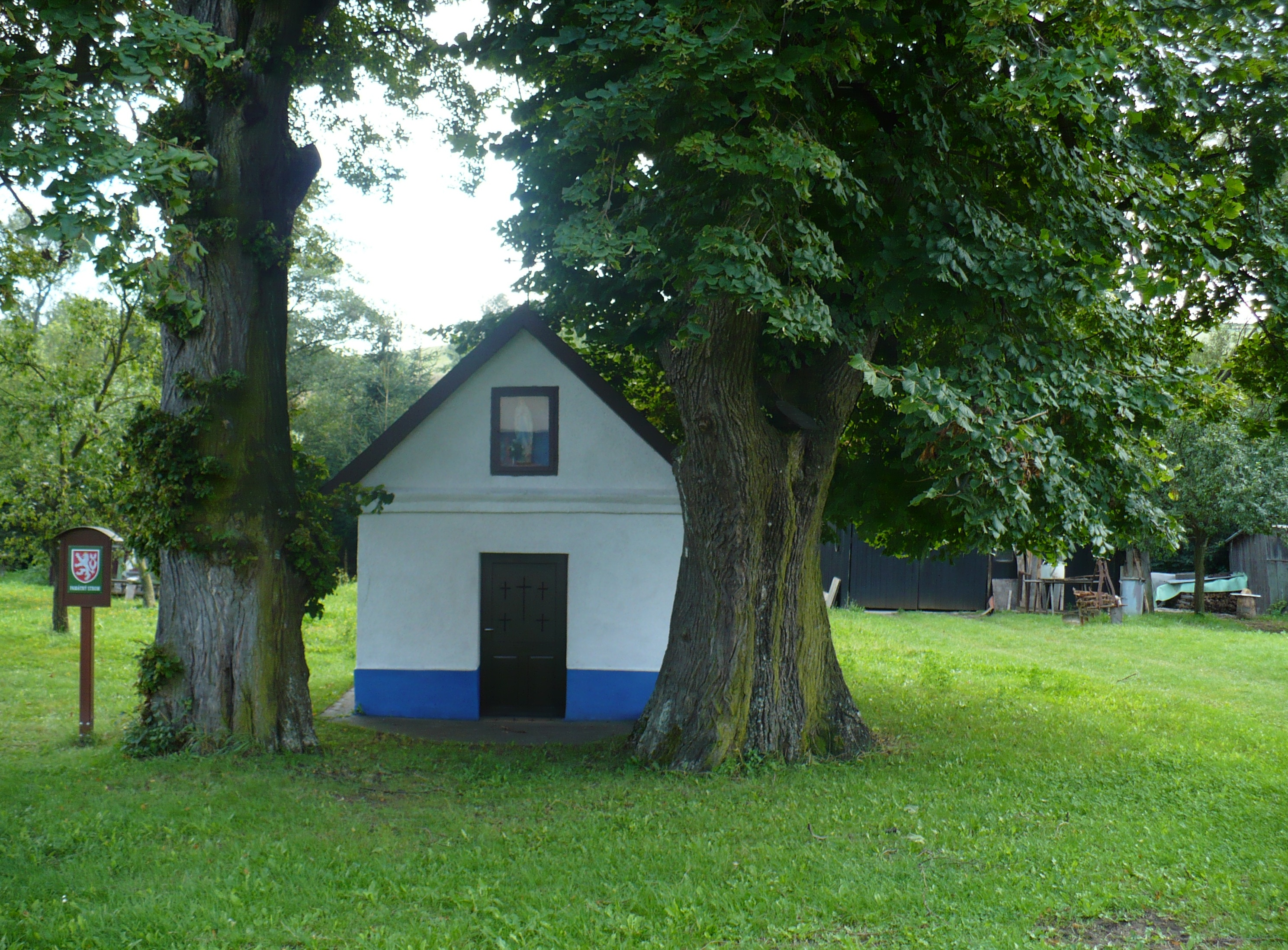
kaplička v Uhliskách
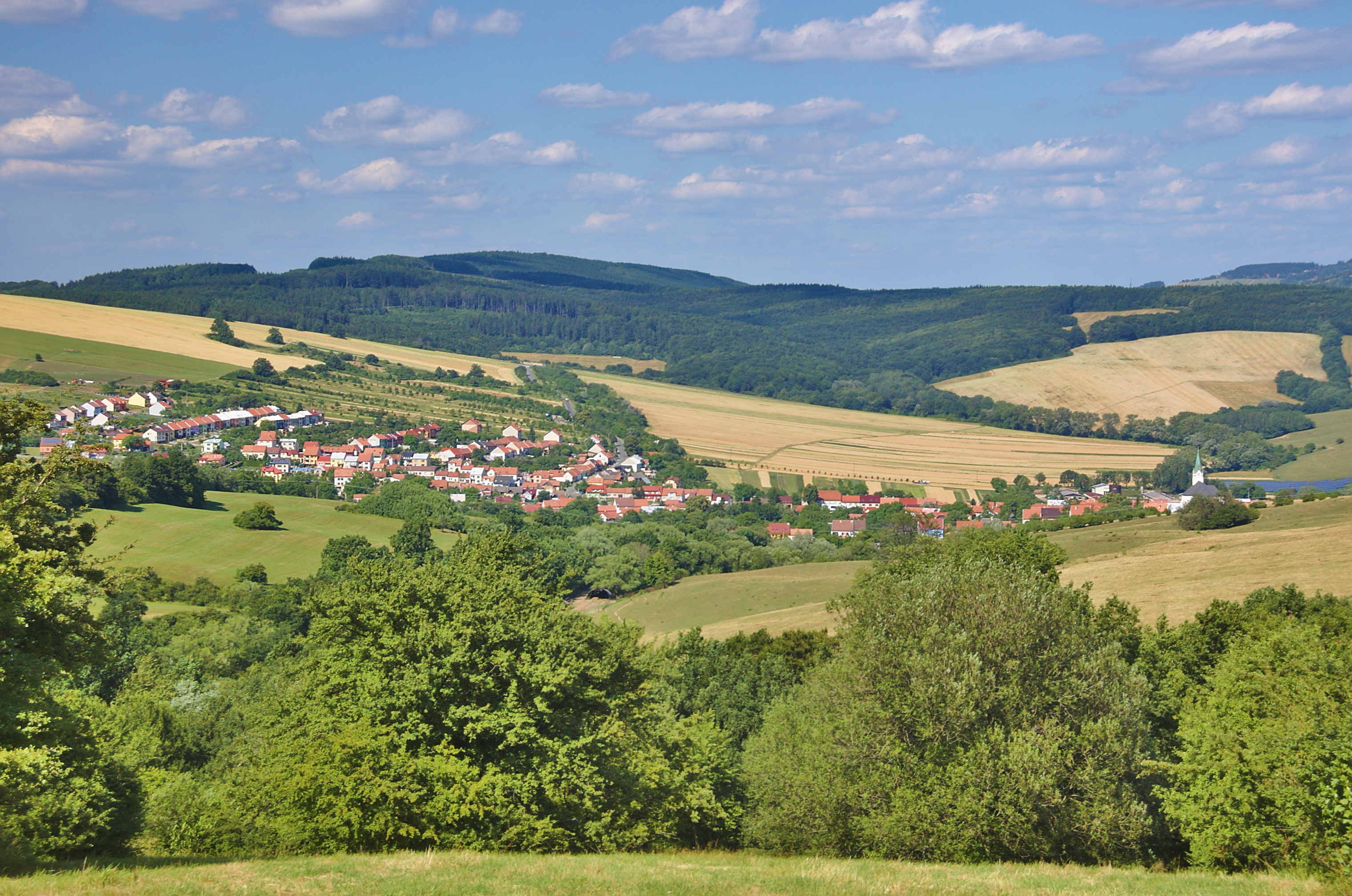
Pohled z přírodní památky Záhumenice
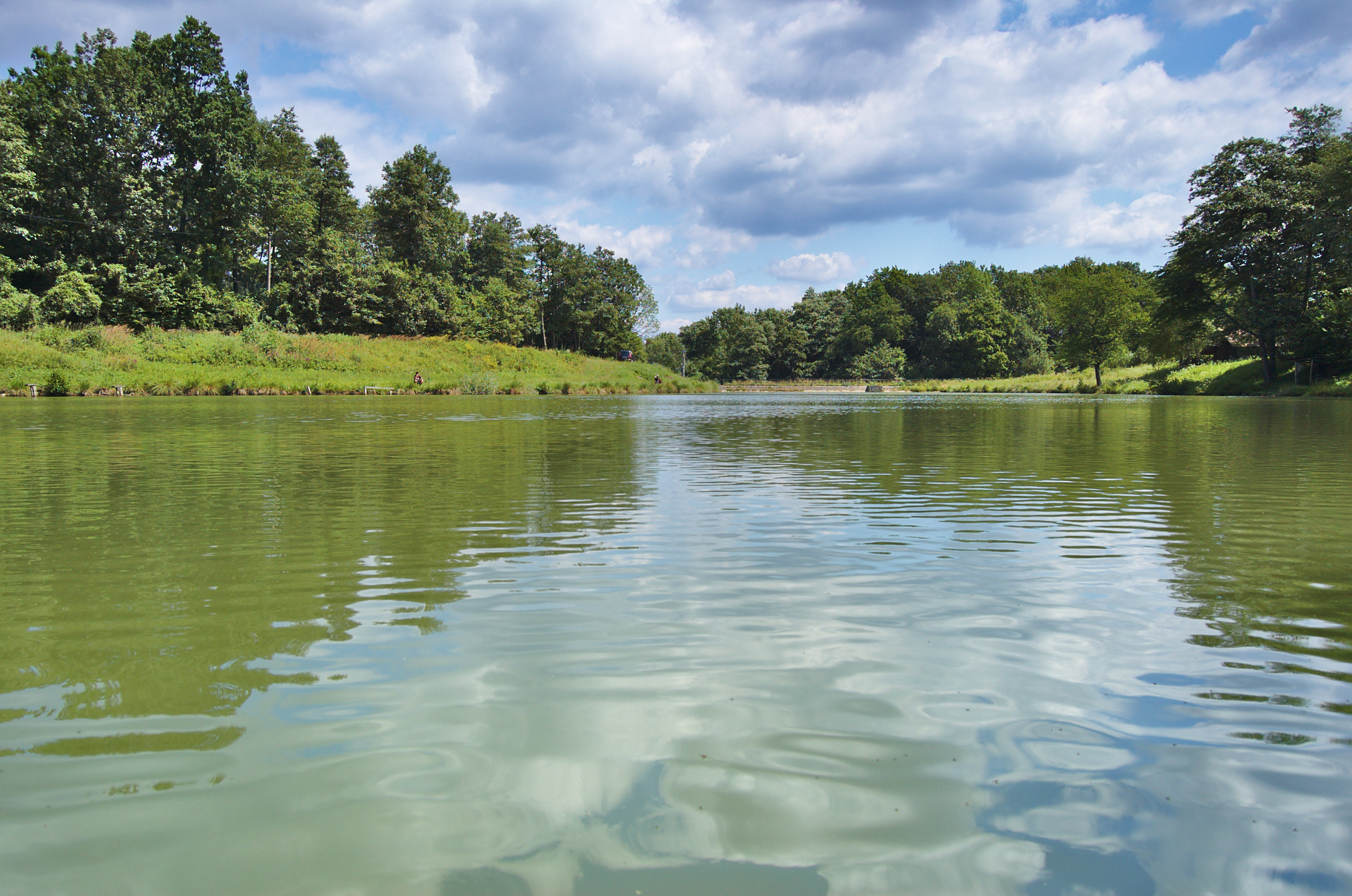
Straňanská nádrž
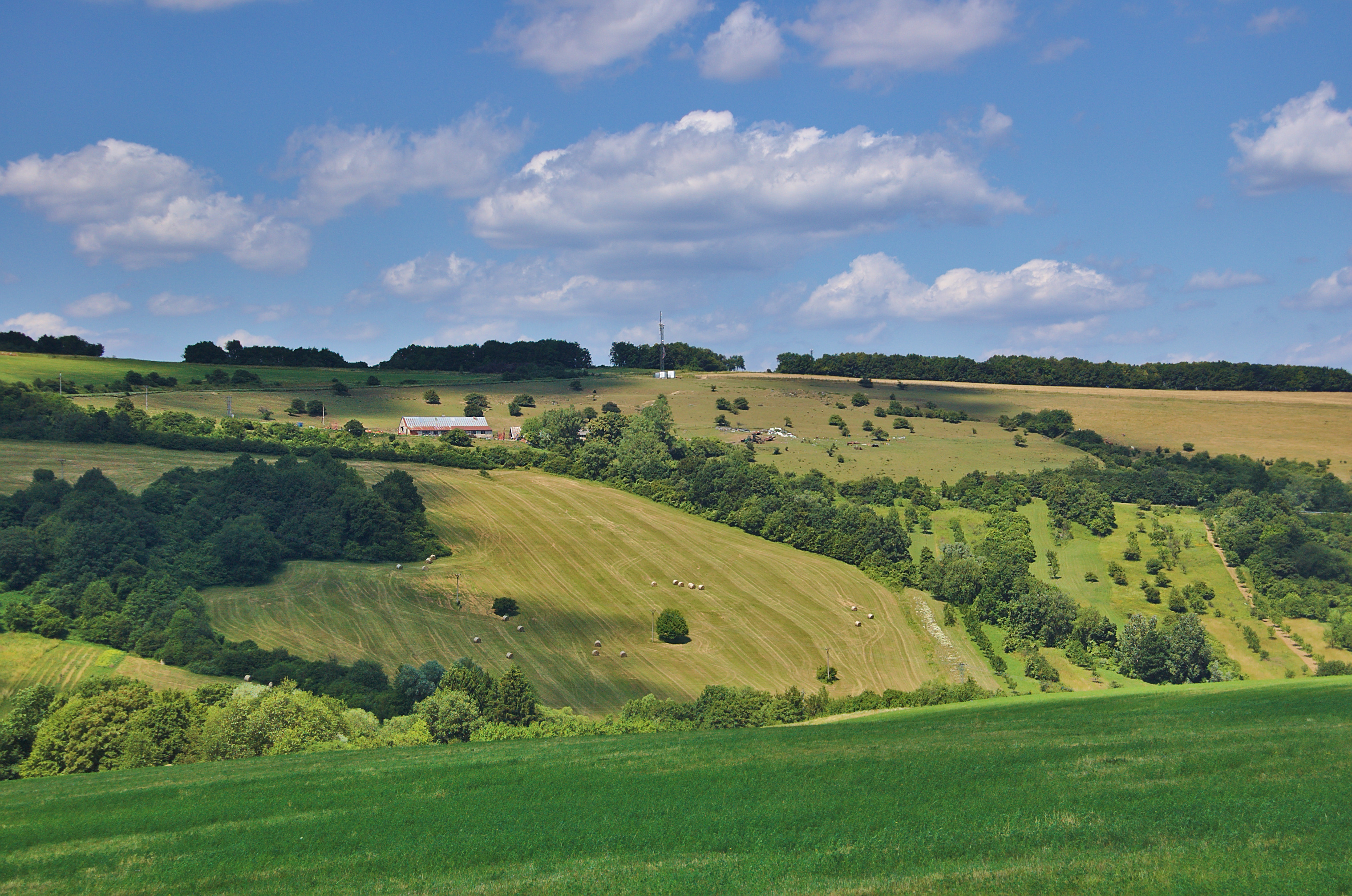
Zemědělské družstvo a vysílač
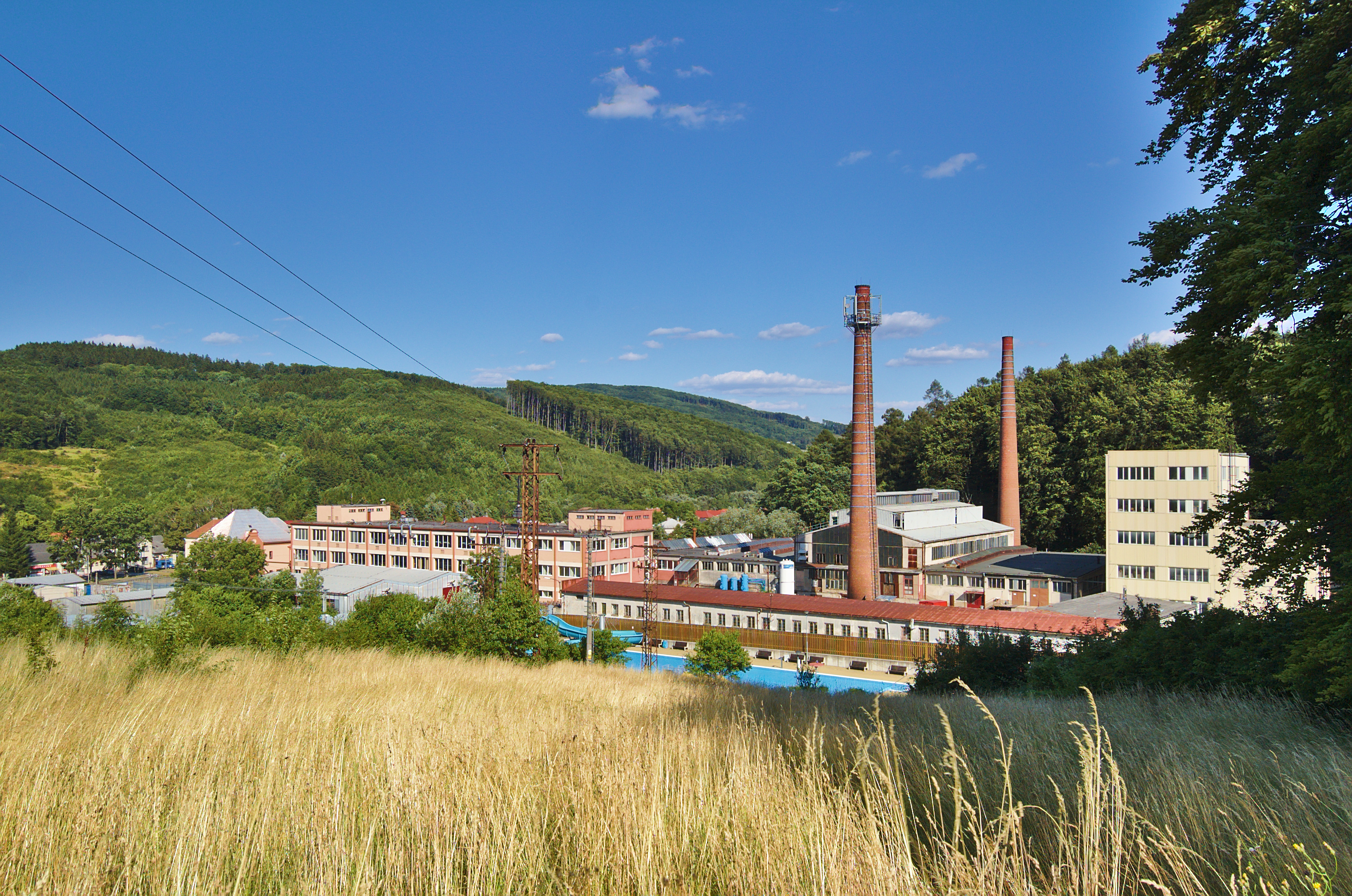
Sklárna v Květné